# Basino

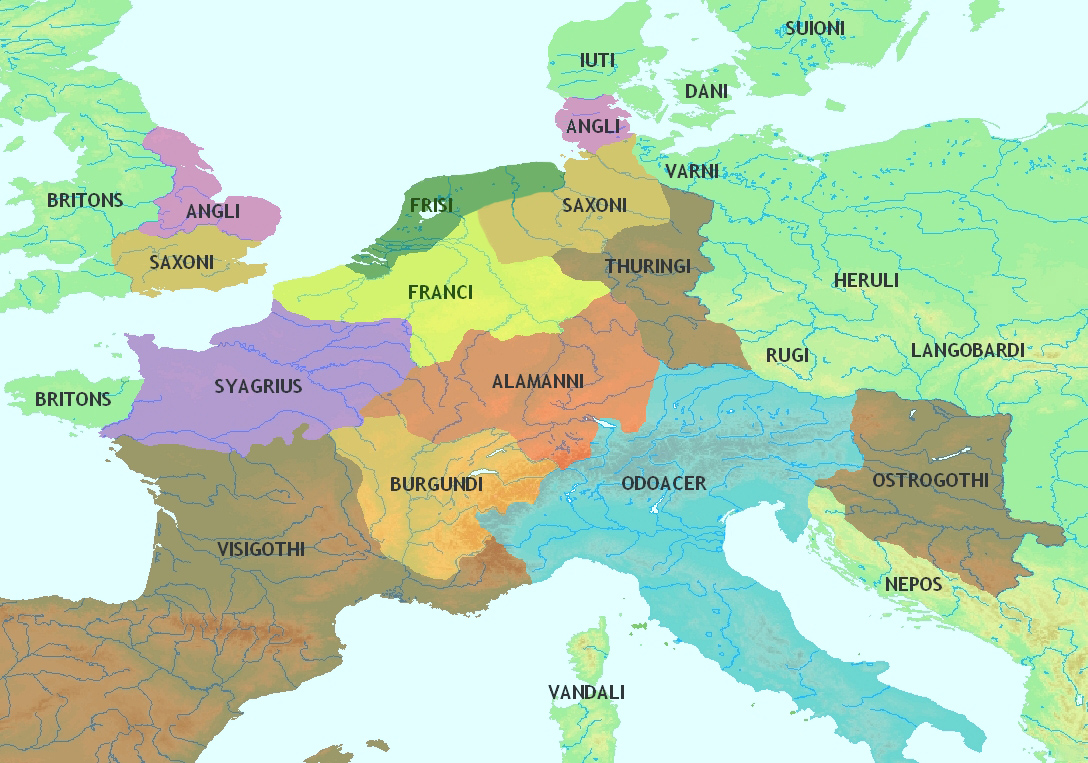
Divisiones políticas en Europa Central y Occidental en el año 480 d. C. (justo antes del ascenso de Clodoveo I)

Basino fue rey de los turingios desde 460 hasta una fecha entre 506 y 510.

## Historia
Basino era el líder de la Liga Turingia del Rin y fundó un reino en Turingia (el cual debe su nombre a este pueblo). Según Gregorio de Tours, Basino proporcionó refugio a su amigo el rey franco Childerico I. Este sedujo a la esposa de Basino, Basina, que se enamoró de él abandonando a su marido y regresando con el rey franco a Tournai después de ocho años de exilio.
Tras este abandono, Basino se volvió a casar con una lombarda llamada Menia. No está claro si los hijos de Basino los tuvo con Basina o con Menia. Basino tuvo tres hijos que le sucedieron en el trono: Hermanfredo, Baderico y Berthar. También tuvo una hija, la mayor, llamada Ranigonda, que fue casada con el rey lombardo Wacón, que reinó en Panonia durante la primera mitad del siglo VI. (No confundir con su sobrina Radegunda, hija de Berthar, y esposa de Clotario I, por tanto, reina consorte de los francos).